# Ярыгин, Никита Еремеевич
Ярыгин Никита Еремеевич (род. 23 сентября 1917, Пензенская губерния — 10 июня 2004) — доктор медицинских наук, советский патоморфолог, ректор Ярославского медицинского института в 1955—1968 гг.

## Биография
Родился 23 сентября 1917 года в Пензенской губернии в крестьянской семье. В начале 1930-х годов семья, опасаясь голода и репрессий на родине, переехала в Среднюю Азию. Жили в Бухаре, где Никита с 14 лет работал на плодоовощной базе и учился в Рабочем университете. В 1935 г. Рабочий университет закрыли, и он для продолжения учёбы перебрался в Ташкент.
В 1941 г. окончил с отличием Ташкентский медицинский институт и получил рекомендации для дальнейшего обучения в аспирантуре. Но когда началась Великая Отечественная война, его как молодого специалиста направили в районный центр Вабкент Бухарской области Узбекской ССР, где до 1948 г. он работал главным врачом районной больницы.
В 1945 г. работал в составе медицинской экспедиции по ликвидации эпидемической вспышки возвратного тифа в Бухарской области. Научный анализ результатов этой экспедиции Никита Еремеевич обобщил в виде кандидатской диссертации на тему «Клиника европейского возвратного тифа с особенностями его течения у больных с алиментарной дистрофией и витаминной недостаточностью», которую успешно защитил в Ташкентском медицинском институте в 1946 г.
В 1948 г. Минздравом Узбекской ССР Ярыгин был направлен в докторантуру на кафедру патологической анатомии 1-го Московского медицинского института им. И. М. Сеченова. В 1952 г. защитил докторскую диссертацию на тему «Патоморфология вегетативной нервной системы при туберкулёзе».
После защиты диссертации его направили в Ярославль. В Ярославском медицинском институте Ярыгин начал работать с 1952 г. сначала заведующим кафедрой патологической анатомии, затем в 1953—1955 гг. — проректором по научно-учебной работе, а с 1955 по 1968 гг. был ректором института, существенно укрепив его материальную базу и кадровый состав.
До 1989 г. возглавлял кафедру патологической анатомии, а с 1989 по 1997 гг. работал профессором-консультантом. Вместе с сотрудниками кафедры Никита Еремеевич создал один из лучших патологоанатомических музеев России, ныне насчитывающий 2250 макропрепаратов с сохранением естественной окраски органов.
Н. Е. Ярыгин — основатель ярославской школы патоморфологов. Подготовил 32 кандидата и 8 докторов наук. Своими исследованиями, посвящёнными патоморфологии нервной системы, аллергических васкулитов и микроциркуляции, внёс существенный вклад в отечественную патологическую анатомию. Автор более 120 научных работ, в том числе восьми монографий. Уникальные учебные издания «Атлас патологической гистологии» (соавт. В. В. Серов) и «Патологическая анатомия. Атлас» (соавт. и В. С. Пауков) выдержали многократные переиздания.
С 1952 по 1989 гг. возглавлял Ярославское научное общество патологоанатомов.
В 1997 г. учёный совет избрал Н. Е. Ярыгина почётным профессором Ярославской государственной медицинской академии.
Дважды (в 1958 и 1962) избирался депутатом Верховного Совета СССР, являлся делегатом ХХII съезда КПСС (1961), неоднократно избирался депутатом Ярославского городского Совета, членом Ярославского обкома и горкома КПСС.
Заслуженный деятель науки РСФСР, награждён орденами Ленина и «Знак Почёта», медалями, Почётной грамотой Верховного совета РСФСР.
Скончался 10 июня 2004 года.

## Семья
Жена Никиты Еремеевича, Надежда Ивановна Нагибина, была его сокурсницей по институту. В Узбекистане у них родились два сына и дочь. Когда Ярыгины приехали в Ярославль, Надежда Ивановна стала работать терапевтом в гарнизонном госпитале. Дети пошли по стопам родителей, стали профессорами, докторами наук. Академик РАМН, профессор Владимир Никитич Ярыгин в течение многих лет был ректором 2-го МОЛГМИ (РГМУ) им. Н.И. Пирогова. Константин Никитич Ярыгин избран членом-корреспондентом РАН. Дочь Никиты Еремеевича, профессор Татьяна Никитична Николаева, возглавляет кафедру педиатрии в Ярославском государственном медицинском университете, ей присвоено почётное звание «Заслуженный врач Российской Федерации». Внуки и правнучка Никиты Еремеевича также служат медицине.